# 富萍
《富萍》，王安忆的长篇小说，荣获台湾《中国时报》“十大中文好书”、上海“长、中篇小说优秀作品奖之二等奖”。

## 内容
1964年，文化大革命爆发前夕，社会风平浪静，富萍，一个从小失去父母跟着“奶奶”长大的孩子，来到上海寻找她的丈夫。

## 角色
- 富萍：倔强、木讷、聪慧、柔顺，孩提时失去双亲，由亲戚带大，带她的那家“奶奶”从小给她订了婚给自己的孙子。

- 奶奶：扬州到上海的保姆。

- 戚师傅：奶奶的旧情人。

- 陶雪萍

- 孙达亮：富萍的舅舅。

## 主题和风格
《富萍》通过“富萍”这个从小失去父母的女孩平静长大、嫁给被安排好的男人的平静生活，讲述看似风平浪静的生活里，下面却是暗流涌动。
王安忆自己说，这部长篇小说是“写外来人如何融入上海生活”。